# Хавиер Ернандес
Хавиер Ернандес Балкасар (на испански: Javier Hernández Balcázar), наричан с по-кратките Хавиер Ернандес или Чичарито, е мексикански футболист, който играе за Гуадалахара.

## Кариера
През септември 2009 г. прави своя дебют за мексиканския национален отбор по футбол в мач срещу Колумбия, завършил със загуба 1:2.
Син е на известния мексикански футболист от близкото минало Хавиер Ернандес Гутиерес, който е играл на световното първенство в Мексико през 1986 г., и е внук на Томас Балкасар, който е легенда на Чивас и участник на световното първенство през 1954 г.
Влиза като резерва в няколко мача на Манчестър Юнайтед, като отбелязва победното попадение, когато резултатът е равен.

### Реал Мадрид
На 1 септември 2014 г. преминава под наем в Реал Мадрид за една година като към договора има опция за закупува след изтичането на наема. Чичарито ще носи фланелка с номер 14, с който играе и в Манчестър. На 20 септември 2014 г. отбелязва и първите си два гола за Реал Мадрид, влизайки като резерва в 77 минута при разгромната победа като гости над отбора на Депортиво Ла Коруня, спечелен с 2:8. На 11 април 2015 г. отбелязва четвъртия си гол за първенството при домакинската победа над Ейбар. След края на сезон 2014/15 Реал Мадрид не се възползва от клаузата към договора за покупка и Ернандес се завръща в Манчестър Юнайтед.

## Успехи

### Клубни
Гуадалахара
- Лига МХ (1): Апертура 2006

 Манчестър Юнайтед
- Премиър лига (2) – 2010/11, 2012/13
- Къмюнити Шийлд (1) – 2010

 Реал Мадрид
- Световно клубно първенство – 2014

 Мексико
- КОНКАКАФ Голд Къп (1): 2011
- КОНКАКАФ Къп (1): 2015